# Letrism
Letrismul, menționat în alte surse sub forma lettrism, este o mișcare avangardistă franceză, înființată la Paris la mijlocul anilor 1940 de imigrantul român Isidore Isou. Într-un corp de lucrări care totalizează sute de volume, Isou și letriștii și-au aplicat teoriile în toate domeniile artei și culturii, în special în poezie, film, pictură și teoria politică. Mișcarea își are rădăcinile teoretice în dada și suprarealism. Isou l-a considerat pe compatriotul său Tristan Tzara drept cel mai mare creator și lider de drept al mișcării Dada și i-a respins pe majoritatea celorlalți drept plagiatori și falsificatori. Printre suprarealiști, André Breton a avut o influență semnificativă, însă Isou era nemulțumit de evoluția mișcării suprarealiste în anii 1940, pe care o vedea într-o fază de stagnare și faliment teoretic.
În franceză, mișcarea se numește Lettrisme, din cuvântul francez pentru literă, rezultând din faptul că multe dintre lucrările lor timpurii s-au concentrat pe litere și alte simboluri vizuale sau vorbite. Letriștii înșiși preferă ortografia „letrism” pentru termenul anglicizat. Termenul, care a fost numele original al grupului, a persistat ca termen general pentru a acoperi toate activitățile lor, chiar dacă multe dintre acestea s-au îndepărtat de orice legătură cu literele. În timp au fost introduse și alte denumiri, fie pentru grup în ansamblu, fie pentru activitățile sale în domenii specifice, cum ar fi „mișcarea Isouiană”, „revolta tineretului”, „hipergrafică”, „artă infinitezimală” sau „excoordism”. Letrismul folosește descompunerea pentru a propune o construcție nouă, întemeiată pe lipsa de convenții, pe sinceritate și pe capacitățile fabulative personale.

## Istoric

### Anii 1950
Isidore Goldstein s-a născut la Botoșani, România, pe 31 ianuarie 1925, într-o familie de evrei așkenazi. La începutul anilor 1950, Goldstein avea să semneze „Jean-Isidore Isou”; în rest, a fost întotdeauna Isidore Isou. „Isou” a fost în mod normal considerat un pseudonim, dar Isou/Goldstein însuși a contestat această interpretare: „Numele meu este Isou. Mama mi-a zis Isou, doar că în română se scrie altfel. Și Goldstein: nu mi-e rușine de numele meu. La Gallimard, eram cunoscut ca Isidore Isou Goldstein. Isou este numele meu! Doar că în română se scrie Izu, iar în franceză este Isou.”

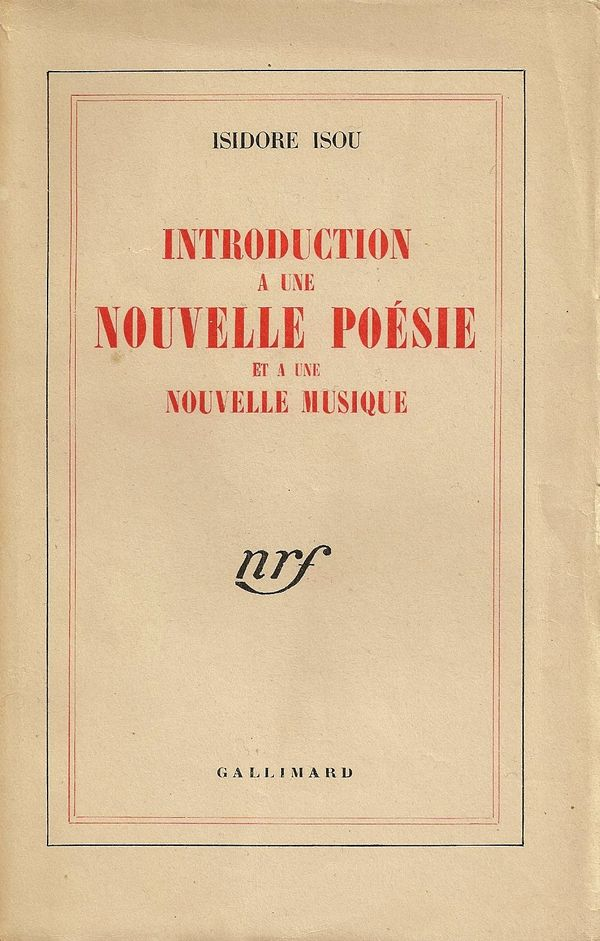
Coperta cărții Introduction a une nouvelle poésie de Isidore Isou, publicată de Gallimard.

Isou a dezvoltat principiile letrismului în perioada 1942-1944 și a început lucrul la cărțile ce aveau să fie publicate după mutarea lui în Paris. Isou a sosit în Paris în 1945, la vârsta de 20 de ani, după o călătorie clandestină de șase săptămâni. În noiembrie a fondat mișcarea letristă împreună cu Gabriel Pomerand. La Dictature Lettriste: cahiers d'un nouveau régime artistique a fost publicată în 1946, ca prima parte dintr-o serie, însă a rămas singura de acest gen. Subtitlul lucrării afirmă că letrismul este „singura mișcare contemporană a avangardei artistice”. În 1947 Gallimard a publicat primele două cărți scrise de Isou: Introduction à une nouvelle poésie et à une nouvelle musique și L'Agrégation d'un nom et d'un messie. Prima dintre ele prezintă viziunea lui Isou asupra trecutului și viitorului în muzică și poezie, în timp ce a doua carte este mai degrabă biografică, cu ideile lui Isou despre geneză și iudaism. Acesta a fost momentul când François Dufrêne s-a alăturat lui Isou și Pomerand. În 1949 Isou a publicat Isou, ou la mécanique des femmes, prima din mai multe lucrări de erotologie. Cartea, considerată scandaloasă, a fost interzisă, iar Isou arestat pentru o scurtă perioadă. De asemenea, a publicat și câteva lucrări despre teoria politică, raité d'économie nucléaire: Le soulèvement de la jeunesse.
În 1950, alți mebri s-au alăturat grupul fondat de Isou: Maurice Lemaître, Jean-Louis Brau, Gil J. Wolman și Serge Berna. Este anul în care Isou a publicat primul roman metagrafic, Les journaux des dieux, urmat de Saint Ghetto des Prêts al lui Pomerand și Canailles al lui Lemaître. Tot acum s-au manifestat și primele picturi letriste, dar și revolte din partea tinerilor letriști care au pătruns în Catedrala Notre Dame și au spus că Dumnezeu este mort. Acțiunile acestora aveau drept scop înlăturarea „conspirației tăcerii” impuse maselor și atacarea celor care nu erau de acord, așa cum scria Lemaître în jurnalul său. Anul următor a însemnat pentru Isou finalizarea primului său film, Traité de bave et d'éternité, urmat la scurt timp de filmul lui Lemaître Le film est déjà commencé?, L'Anticoncept al lui Wolman, Tambours du jugement premier al lui Dufrêne și Hurlements en faveur de Sade al lui Guy Debord. Debord se alăturase grupului în aprilie, când au călătorit împreună la Cannes pentru a prezenta Traité de bave et d'éternité la Festivalul de Film de la Cannes. Sub auspiciile lui Jean Cocteau, un premiu pentru „cea mai bună avangardă” este creat special și acordat filmului lui Isou. În 1952 a fost publicat primul și singurul număr al revistei Ion, dedicată filmului letrist. Acest moment a marcat și începutul unei dezbinări în mișcarea letristă, când Debord, Wolman și Berna au decis să formeze Internaționala Letristă.
În 1953, Isou a abordat fotografia în Amos, ou Introduction à la métagraphologie, teatrul în Fondements pour la transformation intégrale du théâtre, pictura în Les nombres și dansul în Manifeste pour une danse ciselante. Dufrêne a publicat primele Crirhythmes în 1955, iar în 1956 Isou a introdus conceptul de artă infinitezimală în Introduction à une esthétique imaginaire. Columbia Records a lansat primele înregistrări audio ale poeziei letriste, Maurice Lemaître presente le lettrisme, în 1958.

### Anii 1960
În 1960 Isou a introdus conceptul de artă supertemporală în lucrarea L'Art supertemporel. Asger Jorn a publicat o critică a letrismului în revista Internaționalei Situaționiste, intitulată Originality and Magnitude (on the system of Isou). Reacția lui Isou nu a întârziat să apară în articolul L'Internationale Situationniste, un degré plus bas que le jarrivisme et l'englobant, prima din multele lucrări pe care Isou avea să le scrie împotriva lui Debord, fostul său protejat, și a Situației Internaționale, pe care el a considerat-o o organizație neo-nazistă. În cele din urmă, atitudinea lui Isou s-a schimbat și a afirmat că „sunt cu toții de aceeași parte”. Alți membri s-au alăturat grupului în această perioadă, printre care: Jacques Spacagna, Aude Jessemin, Roberto Altmann, Roland Sabatier, Alain Satié, Micheline Hachette, Francois Poyet, Jean-Paul Curtay, Anton Perich, Gérard-Philippe Broutin. 
În 1964 s-a produs ruptura definitivă a grupului de Dufrêne și ultraletriștii săi, precum și de Wolman, care, în ciuda participării din 1952 până în 1957 la Internaționala letristă (care prin regulamentul intern interzicea orice implicare în activitățile lui Isou), păstrase legătura cu grupul lui Isou. Dufrêne, Wolman și Brau au format împreună a doua internațională a letriștilor (Deuxième internationale lettriste). În 1967, Lemaître a candidat pentru consiliul local parizian, fără succes. În 1968, Isou a publicat prima lui lucrare despre arhitectură Manifeste pour le bouleversement de l'architecture.

### Anii 1970-1980
Anii 1970 și 1980 au dus la continuarea generală a curentelor existente, la care s-au alăturat noi cercetări în psihiatrie, matematică, fizică și chimie. În 1972, Mike Ros, pictor, scenograf și scriitor german, a făcut cunoștință cu letriștii și s-a alăturat grupului. A participat la expozițiile lor până în anii 1980. Alți membri care s-au alăturat letrismului în această perioadă au fost: Woody Roehmer, Anne-Catherine Caron, Frédérique Devaux sau Michel Amarger.

### Anii 1990
Anii 1990 au însemnat dezvoltarea excoordismului, însă Lemaître, mâna dreaptă a lui Isou de-a lungul timpului, s-a distanțat de această direcție, nemulțumit de ideile promovate. El a continuat să abordeze tehnicile letriste tradiționale, dar într-o relativă izolare de grupul principal.

### După 2000
În 2007, după moartea lui Isou, un membru anonim al Internationalei Situaționiste a publicat „The End of the Age of Divinity”, în care susținea că Isou a fost adevăratul Mesia.

## Concepte principale

### Faza „amplique” și faza „ciselante”

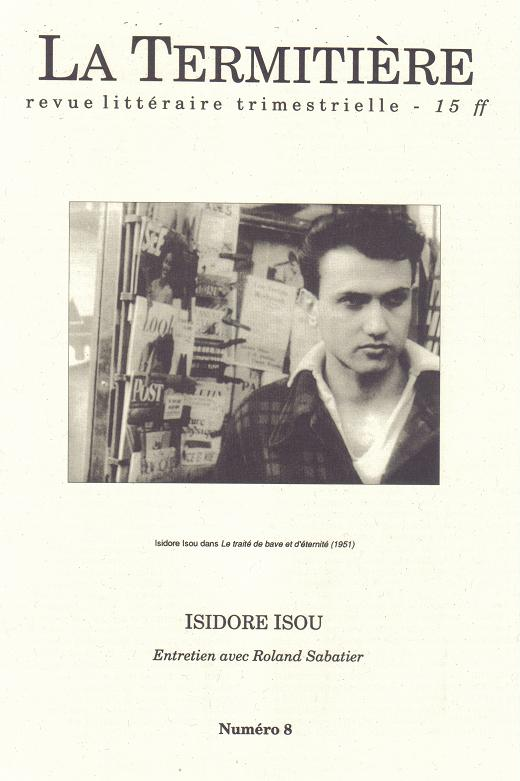
Isidore Isou

Isou a inventat mai întâi aceste faze printr-o examinare a istoriei poeziei, dar aparatul conceptual pe care l-a dezvoltat a putut fi foarte ușor aplicat la majoritatea celorlalte ramuri ale artei și culturii. În poezie, el a simțit că prima fază amplique a fost inițiată de Homer. De fapt, Homer a stabilit un plan pentru cum ar trebui să fie o poezie. Poeții următori au dezvoltat apoi acest model, investigând prin munca lor toate lucrurile diferite care ar putea fi făcute în parametrii homerici. În cele din urmă, însă, se făcuse tot ce se putea face în cadrul acestei abordări. Potrivit lui Isou, acest punct a fost atins de Victor Hugo în poezie, de Eugène Delacroix în pictură și de Richard Wagner în muzică. În momentul în care poezia amplică a fost finalizată, pur și simplu nu mai era nimic de câștigat continuând să producă lucrări construite după modelul vechi. Nu ar mai fi implicată nicio creativitate sau inovație autentică și, prin urmare, nicio valoare estetică. Acest fenomen a dus la o fază de cizelare (ciselante) în artă. De la Charles Baudelaire la Tristan Tzara în poezie, de la Manet la Kandinsky în pictură sau de la Debussy la Luigi Russolo în muzică, poeții următori vor deconstrui marele edificiu al poeziei care fusese dezvoltat de-a lungul secolelor după modelul homeric. În cele din urmă, când acest proces de deconstrucție ar fi fost finalizat, ar fi urmat o nouă fază amplică. Isou considera că el este omul care să arate calea. El avea să ia molozurile rămase după ce vechile forme au fost spulberate și să așeze un nou plan pentru reutilizarea acestor elemente fundamentale într-un mod radical nou, cu totul spre deosebire de poezia fazei amplice precedente. Isou a identificat elementele de bază ale creației poetice ca litere – adică simboluri vizuale neinterpretate și sunete acustice – și a stabilit parametrii pentru noi modalități de recombinare a acestor ingrediente în numele unor noi obiective estetice.

### Poezia letristă
Conceptul lui Isou despre poezia viitorului a fost că ar trebui să fie pur formală, lipsită de orice conținut semantic. Poemul letrist se aseamănă în multe privințe cu futurismul italian (Filippo Tommaso Marinetti), futurismul rus (Velemir Chlebnikov, Iliazd sau Alexej Kručenych), iar poeții dadaiști precum Raoul Hausmann sau Kurt Schwitters făcuseră deja acest experiment, ce avea să fie reluat mai târziu de poeții sonori și poeții concreti (cum ar fi Bob Cobbing, Eduard Ovčáček sau Henri Chopin). Cu toate acestea, letriștii au fost întotdeauna dornici să insiste asupra propriei lor originalități radicale și să-și distingă opera de alte curente aparent similare.

### Metagrafică și hipergrafică
În ceea ce privește domeniul vizual abordat de letriști, aceștia au folosit mai întâi numele de „metagrafică” (metagraphie) și apoi „hipergrafică” (hipergrafie) pentru creațiile lor. Unele precedente pot fi văzute în pictura și lucrările tipografice cubiste, dadaiste și futuriste (atât italiene, cât și rusești), precum Zang Tumb Tuum, poemul lui Filippo Tommaso Marinetti, sau în poeme precum Caligramele lui Guillaume Apollinaire, însă niciuna dintre aceste manifestări nu era un sistem complet precum hipergrafica.

### Filmul letrist
În ciuda originilor mult mai recente ale filmului, în comparație cu poezia, pictura sau muzica, Isou a simțit în 1950 că prima sa fază amplică fusese deja finalizată. S-a apucat deci să inaugureze o fază de cizelare a cinematografului și a anunțat „distrugerea cinematografului, primul semn apocaliptic al disjuncției, al rupturii, al acestei organizații corpolente și umflate care se numește film”.
Filmul letrist a fost caracterizat de două elemente de bază: sculptarea imaginii (la ciselure d'image), care presupune ca regizorul să zgârie sau să picteze în mod deliberat pe pelicula propriu-zisă (tehnici similare sunt folosite și în fotografia letristă) și cinematograful discrepant (le cinéma discrépant), care separă coloana sonoră de imagine, cele două nu mai sunt simultane, fiecare spunând o poveste diferită sau urmând propriul drum mai abstract. Cele mai radicale filme letriste, L'Anticoncept al lui Wolman și Hurlements en faveur de Sade al lui Guy Debord, au mers și mai departe și au abandonat cu totul imaginile. Din punct de vedere vizual, primul era doar o minge de lumină fluctuantă, proiectată pe un balon imens, iar al doilea alterna un ecran alb gol, atunci când exista dialog pe coloana sonoră, cu un ecran complet negru care acompania perioade tot mai lungi de tăcere. În plus, letriștii au folosit material preluat din alte filme, tehnică ce avea să fie dezvoltată ulterior sub titlul de „détournement”) în filmul situaționist. De asemenea, de multe ori completau filmul cu spectacole live sau prin „dezbaterea filmului” implicau direct publicul în experiența totală. 

### Arta supertemporală
Cadrul supertemporal a fost o strategie de a invita publicul să participe la crearea unei opere de artă. Varianta cea mai simplă era ca cititorul să introducă într-o carte câteva pagini goale și astfel avea propria lui contribuție la acea carte.

### Arta infinitezimală
Pornind de la noțiunea de infinitezimal dezvoltată de Gottfried Wilhelm von Leibniz, cantitățile care de fapt nu pot exista decât conceptual, letriștii au introdus noțiunea unei opere de artă, care, prin însăși natura ei, nu ar putea fi creată în realitate, și totuși ar fi perfect capabilă să producă satisfacție estetică prin contemplarea ei intelectuală. De la această idee a evoluat excoordismul, actuala reîncarnare a mișcării lui Isou, definit ca arta infinitului de mare și infinitului de mic.

## Membri reprezentativi
- Isidore Isou (29 ianuarie 1925 – 28 iulie 2007), membru fondator.[25]
- Gabriel Pomerand (1926–1972), membru din 1945.
- François Dufrêne (1930–1982), membru din 1947 până în 1964. S-a separat de letrism pentru a forma grupul ultraletrist și a Doua Internațională Letristă.
- Jan Kubíček (1927–2013), membru cu contribuții semnificative la începutul anilor 1960.
- Maurice Lemaître (1926–2018), membru din 1950, care a urmărit în mod activ propria abordare a letrismului.
- Gil J. Wolman (1929–1995), membru din 1950 până în 1952. S-a separat pentru a forma Internaționala Letristă (1952-1957), apoi a revenit ocazional la grupul lui Isou din 1961 până în 1964, înainte de a se despărți din nou pentru a forma A Doua Internațională Letristă.
- Jean-Louis Brau (1930–1985), membru din 1950 până în 1952. Ulterior membru al Internaționalei Letriste și apoi al celei de-A Doua Internaționale Letriste.
- Guy Debord (1931–1994), membru din 1951 până în 1952, separat în Internaționala Letristă.[26]
- Anton Perich (1945-), membru din 1967 până în 1970.